# رزالیند هیکس
رُزالیند هیکس (انگلیسی: Rosalind Hicks؛ ‏ ۵ اوت ۱۹۱۹ – ۴ اکتبر ۲۰۰۴) تنها فرزند نویسندهٔ مشهور انگلیسی آگاتا کریستی بود.
در هنگام تولد او، دست‌نوشتهٔ اولیهٔ ماجرای اسرارآمیز در استایلز آماده شده بود و آگاتا کریستی آنرا برای ناشرش فرستاد که یک سال بعد به چاپ رسید. همچنین او ۱۱ ساله بود که آگاتا کریستی کتاب قتل در خانه کشیش را به او تقدیم کرد. در دوران بزرگسالی، وی بیشتر عمرش را در عمارت گرین‌وی گذراند که مادرش آنرا در سال ۱۹۳۸ خریده بود. رزالیند در سال ۱۹۴۴ با سرگرد «هیوبرت د بور پریچارد» (۱۴ مه ۱۹۰۷ — ۱۶ اوت ۱۹۴۴) که فرزند «سرهنگ هیوبرت پریچارد» بود، در ریثین ولز ازدواج کرد. تنها فرزند این دو «متیو پریچارد» در سال ۱۹۴۳ به‌دنیا آمد. یک سال بعد، همسرش در عملیات اورلرد کشته شد. رزالیند برای بار دوم با یک وکیل به نام «آنتونی آرتور هیکس» (۲۶ سپتامبر ۱۹۱۶ — ۱۵ آوریل ۲۰۰۵) در کنزینگتون لندن ازدواج کرد و این دو تا زمان مرگ رزالیند در سن ۸۵ سالگی در توربی، در عمارت گرین‌وی زندگی کردند. همسرش نیز یک سال بعد، در سال ۲۰۰۵ درگذشت.
وقتی آگاتا کریستی در سال ۱۹۷۶ درگذشت، رزالیند و همسرش، بیشتر دارایی‌های وی را که ۱۰۶٬۶۸۳ پوند (معادل ۷۷۳٬۰۰۰ پوند در سال ۲۰۱۹) بود، به ارث برد. روزالیند همچنین ۳۶ درصد از «شرکت آگاتا کریستی مسئولیت محدود» و حقِ نشرِ نمایشنامهٔ «دختر یک دختر» را دریافت کرد. رزالیند با اعتقاد به اینکه شخصیت اصلی این نمایشنامهٔ بر اساس خودِ او نوشته شده‌است، اشتیاق چندانی به آن نشان نداد.
او به بیشتر نویسندگان معاصر اجازه نداد که زندگی‌نامهٔ آگاتا کریستی را به رشتهٔ تحریر درآورند، به‌جز «جنت مورگان» که مجوز این کار را در سال ۱۹۸۴ دریافت داشت. رزالیند در سال ۱۹۹۳ به ریاست «انجمن آگاتا کریستی» رسید و دیوید سوشی و جوان هیکسون را به سبب هنرنمایی قابل‌قبول‌شان در نقش‌های هرکول پوآرو و خانم مارپل، قائم‌مقام این انجمن نمود. 
دیوید سوشی در سال ۲۰۱۴ در برنامهٔ تلویزیونی «صبح امروز» گفت:
«من هیچ‌گاه آگاتا کریستی را ندیدم، اما بهترین تعریف و ستایشی که شنیدم [...]، او [رزالیند] می‌گفت که مادرش در واقع از تمامی کسانی که نقش پوآرو را بازی می‌کردند، متنفر بود، چرا که هرگز انتظارات او را برآورده نمی‌کردند، اما یک روز صبح رزالیند سر صحنهٔ فیلم‌برداری حاضر شد و گفت: 'باید یه چیزی بهت بگم، فکر می‌کنم مادرم اگر زنده بود، به بازی‌ات خیلی افتخار می‌کرد'»
پس از مرگ رزالیند در سال ۲۰۰۴، پسرش «متیو پریچارد» سهم او را در «شرکت آگاتا کریستی مسئولیت محدود» و همچنین عمارت گرین‌وی را به ارث برد که آنرا به نشنال تراست فروخت. امروزه پسرش «جیمز پریچارد» رئیس مدیر عامل اجرایی و رئیس هیئت مدیره این شرکت است.